# Nuestra Señora de Montevergine
Nuestra Señora de Montevergine, Virgen de Montevergine o Madre Schiavona, es una de las advocaciones de la Virgen María, venerada y reconcida en la Iglesia Católica. Es venerada en Nápoles, Italia.
Su culto se remonta a inicios del siglo XII, cuando el benedictino Guillermo de Vercelli erigió un monasterio y creó una orden en torno a la veneración de la imagen.

## Historia
El monje benedictino Guillermo de Vercelli fundó un monasterio en el pueblo montañoso de Montevergine, también llamado Parteno, en 1119. Guillermo construyó el monasterio sobre las bases de un antiguo templo etrusco dedicado a la diosa madre Cíbeles. Así mismo, el benedictino organizó un grupo de monjes en torno al cuidado del monasterio, que llegó a conocerse como la Orden de Montevergine. 
Según las leyendas locales, la virgen se le apareció a Guillermo, indicándole la ubicación del templo, y la necesidad de construirlo.
Antes de la construcción, sin embargo, una capilla cristiana fue levantada allí, datada en el siglo VII. 
Durante la regencia de Guillermo, un ícono bizantino gigante de la virgen fue llevado al monasterio procedente de Palestina. Se le atribuye a la imagen haber sobrevivido a un incendio que se generó dentro de la estructura, por lo que, pasada la conflagración, se le empezó a llamar como Madre Schiavona, y por lo tanto se le construyó una capilla en su honor, en 1126.

## Características
La imagen tiene 12 pies de altura y 6 de ancho, y está ubicada en medio de dos columnas ricamente decoradas.
Se le atribuye a Lucas el evangelista la creación de la pintura. Habría llegado Palestina gracias a la emperatriz Eudocia.

## Culto
La imagen es venerada en el Monasterio de Montevergine, donde actualmente la orden de las bendectinas del Montevergine es quien la custodia. Su fiesta se celebra el 1 de septiembre. El santuario de la imagen está actualmente erigido sobre una colina en Irpinia, en Avellino, Italia.
Ha recibido varios nombres a lo largo de la historiaː Madre Schiavona, Mamma Schiavona o Virgen Negra, Galaktotrephousa (en griego) o Madre lactante y Virgen de Montevergine. Se considera como una de las hermanas de Campania, nombre que se le da a otras 6 imágenes que por su importancia reciben respeto en la región.
Éstos colectivos han intentado que la advocación sea declarada como la patrona de Italia.